# 암낫짜른
암낫짜른(태국어: อำนาจเจริญ)은 태국의 읍(테사반 므앙)이자 암낫짜른 주의 주도이다. 인구는 2005년 기준으로 129,463명이다.